# Tomáš Vančura
Tomáš Vančura (* 10. September 1996) ist ein ehemaliger tschechischer Skispringer.

## Werdegang
Vančura begann seine Karriere in der Nordischen Kombination. Er startete von 2010 bis 2012 bei einigen Alpencup-Wettbewerben sowie bei zwei Wettbewerben des Continental Cup 2013/14. Er nahm sowohl der den Nordischen Skispielen der OPA 2011 als auch bei den Nordischen Junioren-Skiweltmeisterschaften von 2013 bis 2015 als Nordischer Kombinierer teil. Er erreichte dabei aber nie einen der vorderen Plätze.
Vančura gab am 21. Februar 2015 in Hinterzarten sein Debüt im FIS-Cup und belegte dabei den 40. Platz. Im Sommer des Jahres 2015 nahm er an weiteren FIS-Cup-Springen teil, wobei sein bestes Ergebnis ein 4. Platz in Villach war. Außerdem startete er am 8. August in Wisła erstmals im Continental Cup. Er belegte gleich beim ersten Einsatz eine Top-Ten-Platzierung mit dem 7. Rang. Am 29. August landete er im tschechischen Frenštát pod Radhoštěm erstmals auf dem Podium eines Continental-Cup-Springens, als er Dritter wurde. Darauf gab Vančura sein Debüt im Grand Prix. Am 5. und 6. September 2015 ging er beim Grand Prix in Tschaikowski an den Start. Er belegte aber nur die Plätze 36 und 46 und konnte keine Punkte holen. Bei weiteren Starts im Continental Cup im Sommer 2015 und auch im darauffolgenden Winter erreichte er weitere Platzierungen in den Punkte-Rängen. Am 9. und 10. Januar 2016 wurde er in Garmisch-Partenkirchen Neunter und Dritter. Aufgrund dieser Leistungen wurde er in das Aufgebot der tschechischen Mannschaft bei der Skiflug-Weltmeisterschaft 2016 in Bad Mitterndorf nominiert. Im Einzel landete er auf Rang 23 und mit der Mannschaft wurde er Sechster. Danach sprang er weiter im Continental Cup, wobei er am 22. Januar 2016 in Sapporo sein erstes Continental-Cup-Springen gewann. Eine Woche später gab er dann sein Weltcup-Debüt, ebenfalls in Sapporo. Beim ersten Wettbewerb belegte er Rang 37, am zweiten Tag holte er mit Platz 28 seine ersten Weltcup-Punkte. Im Februar nahm er an den Nordischen Junioren-Skiweltmeisterschaften 2016 in Râșnov teil. Dabei belegte er den siebten Rang im Einzel-, den sechsten Rang im Team- sowie den fünften Rang im Mixed-Team-Wettbewerb jeweils von der Normalschanze.
Beim Grand Prix 2016 gelangen ihm insgesamt vier Platzierungen unter den Top Ten, darunter auch mit dem zweiten Platz in Tschaikowski seine erste Podiumsplatzierung in dieser Wettkampfserie. In der Gesamtwertung landete er auf dem zwölften Platz. In der Weltcup-Saison 2016/17 nahm er erstmals an der Vierschanzentournee teil. Er konnte sich allerdings nur in Bischofshofen für den Wettbewerb qualifizieren und beendete die Tournee auf dem 62. Rang in der Gesamtwertung. Am 29. Januar 2017 gewann er in Bischofshofen vor Simon Ammann und Clemens Aigner seinen zweiten Wettbewerb im Continental Cup, nachdem er am Vortag schon auf dem zweiten Rang hinter Aigner landete. Bei den Weltmeisterschaften 2017 im finnischen Lahti wurde er 35. von der Normal und 42. von der Großschanze. Mit der tschechischen Mannschaft belegte er den siebten Platz.
Bei den Weltmeisterschaften 2019 in Seefeld in Tirol wurde er 49. von der Großschanze und belegte mit der tschechischen Männermannschaft den achten Platz im Mannschaftswettbewerb.
Vančura gab im Dezember 2019 sein Karriereende bekannt.

## Erfolge

### Continental-Cup-Siege im Einzel
| Nr. | Datum           | Ort           | Typ           |
| --- | --------------- | ------------- | ------------- |
| 1.  | 22. Januar 2016 | Sapporo       | Normalschanze |
| 2.  | 29. Januar 2017 | Bischofshofen | Großschanze   |

## Statistik

### Nordische Skiweltmeisterschaften
- Lahti 2017: 35. Einzel Normalschanze, 42. Einzel Großschanze, 7. Team Großschanze
- Seefeld 2019: 49. Einzel Großschanze, 8. Team Großschanze

### Skiflug-Weltmeisterschaften
- Bad Mitterndorf 2016: 23. Einzel, 6. Mannschaft

### Weltcup-Platzierungen
| Saison  | Platz | Punkte |
| ------- | ----- | ------ |
| 2015/16 | 71.   | 03     |
| 2016/17 | 47.   | 31     |
| 2018/19 | 71.   | 03     |

### Vierschanzentournee-Platzierungen
| Saison  | Platz | Punkte |
| ------- | ----- | ------ |
| 2016/17 | 62.   | 88,2   |

### Grand-Prix-Platzierungen
| Saison | Platz | Punkte |
| ------ | ----- | ------ |
| 2016   | 12.   | 198    |
| 2017   | 70.   | 011    |